# Вист
Вист је карташка игра настала у Енглеској током 18. и 19. века.

## Правила
Игру углавном игра 4 играча (то није обавезно). Игра се са 52 карте A, K, Q, J,10,9,8,7,6,5,4,3,2,1 (ас је најјачи). Ако се игра са 4 играча, сваки од њих добија по 13 карата, у случају да има више или мање играча, неке карте се избацују. На почетку игре сваки играч лицитира број руку који може однети. Ако нпр. играч лицитира 6 руку он добија 6+10=16 поена а ако однесе мање или више од лицитираног броја добија онолико колико је однео руку (5 руку = 5 поена итд.). У свакој следећој игри играчима се дели карта мање и тако док не остане само једна карта која се дели 4 пута (или 3 пута у зависности од броја играча). Победник је играч са највише поена.
У висту постоји 5 игара
1. Херц (адут херц)
2. Пик (адут пик)
3. Каро (адут каро)
4. Треф (адут треф)
5. Санс (нема адута)